# Eclipse Comics
Eclipse Comics war ein US-amerikanischer Comicverlag. Eclipse war von 1978 bis 1994 im Geschäft, länger als die meisten anderen Verlage, die Anfang der 1980er entstanden waren.

## Geschichte
Eclipse wurde 1978 von Jan und Dean Mullaney gegründet. Don MacGregors und Paul Gulacys Sabre war die erste Graphic Novel die Eclipse verlegte, und der erste Comic, der exklusiv über den Direct Market (also spezialisierte Comicshops) vertrieben wurde. 1981 startete Eclipse Magazine, ein Schwarz-Weiß-Magazin, das unter anderem Arbeiten von Steve Englehart und Max Allan Collins enthielt. 1982 veröffentlichte Eclipse Destroyer Duck, ein Comic, dessen Reinerlös der Unterstützung von Steve Gerbers Kampf gegen Marvel Comics diente und den ersten Auftritt von Sergio Aragonés Groo beinhaltete.
Bekannte Titel von Eclipse waren unter anderem Tim Trumans Scout, Scott McClouds Zot!, Doug Moenchs Aztec Ace, Chuck Dixons Airboy, Mark Evaniers DNAgents und David Boswells Reid Fleming, World's toughest Milkman.
Eclipse veröffentlichte auch als einer der ersten amerikanischen Verlage übersetzte Versionen bekannter Manga, unter anderem Masamune Shirows Appleseed und Dominion – Tank Police, Sanpei Shiratos Kamui und Masaomi Kanzakis Xenon. Auch ältere englischsprachige Titel wurden von Eclipse neu aufgelegt, zum Beispiel Krazy Kat und Alan Moores Marvelman, der bei Eclipse wegen Lizenzproblemen als Miracleman erschien. Später sollten Neil Gaiman und Mark Buckingham neue Miracleman Geschichten verfassen, doch durch Eclipses Ende wurden diese nie vollendet. Außerdem veröffentlichte der Verlag Adaptionen unterschiedlichster Werke, zum Beispiel Comicadaptionen von Tolkiens Hobbit und verschiedener James Bond Geschichten.
Eclipse ging 1994 bankrott. 1998 kaufte Todd McFarlane die Rechte an den Verlagstiteln. Um die Rechtesituation von Miracleman hat sich danach ein Rechtsstreit mit Neil Gaiman entwickelt.